# When Father Was Kidnapped
When Father Was Kidnapped è un cortometraggio muto del 1913 diretto da Al Christie.

## Trama
Nel West, Jack è un giovane pittore che fa il ritratto di Nell, la figlia di un allevatore. Il padre della ragazza progetta di darle marito, ma non pensa certamente a Jack, povero in canna, bensì a Porter, un vicino molto benestante, proprietario di un ricco ranch. Così, quando il vecchio sorprende i due giovani in un atteggiamento affettuoso, Jack è subito cacciato via, mentre Nell viene confinata in casa. Dolly, la sorella di Jack, trova un sistema per far sì che il fratello possa rivedere l'innamorata: lo persuade a indossare vesti femminili e a spacciarsi per una ragazza.
Lungo la strada, Jack incrocia Porter che, per andare da Nell, ha smesso i suoi soliti abiti da lavoro e adesso è tutto in ghingheri con tanto di colletto duro e cravatta che lo sta per soffocare. Il rozzo cowboy fa delle avances a quella bella ragazza tutta sola, ma si becca in risposta uno schiaffone. Maledicendo la preparazione atletica della fanciulla, Porter riprende il cammino verso la fattoria dove lo accoglie il vecchio. Mentre i due stanno chiacchierando, Jack - sempre in abiti femminili - si infila in casa dove rivede l'amata Nell. Toltosi il travestimento, si fa riconoscere, ma poi, quando arriva Porter, dimentica di rimettersi alcuni riccioli che vengono presi dal ranchero, il quale sta zitto e non dice niente a papà.
Lasciata la casa, Jack incontra Pedro, un meticcio, al quale affida un biglietto per la sua ragazza dove le fissa un appuntamento. Porter, per poter leggere il biglietto, dà a Pedro un dollaro. Un altro dollaro, Pedro lo guadagna da Nell, che risponde con un altro biglietto. Porter paga di nuovo per leggere la nota e altrettanto fa Jack quando, tutto felice, riceve la risposta. Mentre Pedro va a spendersi i suoi sudati guadagni, Porter organizza il rapimento di Nell nel luogo dell'appuntamento. Ma la ragazza viene chiusa in casa da papà, che si presenta lui al luogo dell'abboccamento in vesti femminili. Mentre Porter, ignaro, rapisce il futuro suocero, Jack corre a salvare Nell, facendola uscire di casa. I due giovani approfittano dell'assenza del collerico genitore e si presentano dal prete che li sposa. Alla fine, quando tutto si chiarisce, papà non può far altro che accettare l'accaduto e Porter, finalmente, può togliersi gli scomodi vestiti per una comoda camicia di lana.

## Produzione
Il film fu prodotto dalla Nestor Film Company.

## Distribuzione
Distribuito dall'Universal Film Manufacturing Company, il film - un cortometraggio di una bobina - uscì nelle sale cinematografiche USA il 28 aprile 1913.